# مازريون
زينون الأمرط أو المازريون أو ذافِنْبَدَاس أو الدفنة المازريونية أو زيتون الأرض أو دفنه مازريون (الاسم العلمي: Daphne mezereum) هي نوع من النباتات يتبع جنس الدفنة من الفصيلة المثنانية.

## التسمية
المازريون هو نبات سام جدا لأنه يحتوي مركبات المازرين والدافنين خاصة في الثمار والأغصان. عند الإصابة بالتسمم بهذا النبات يحس الضحايا بالاختناق. التعامل مع الأغصان الطازجة يسبب الطفح الجلدي والأكزيما للأفراد الحساسون. على الرغم من هذا، يزرع عادة بوصفه من نباتات الزينة في الحدائق نظراً لزهوره الجذابة.

## صور

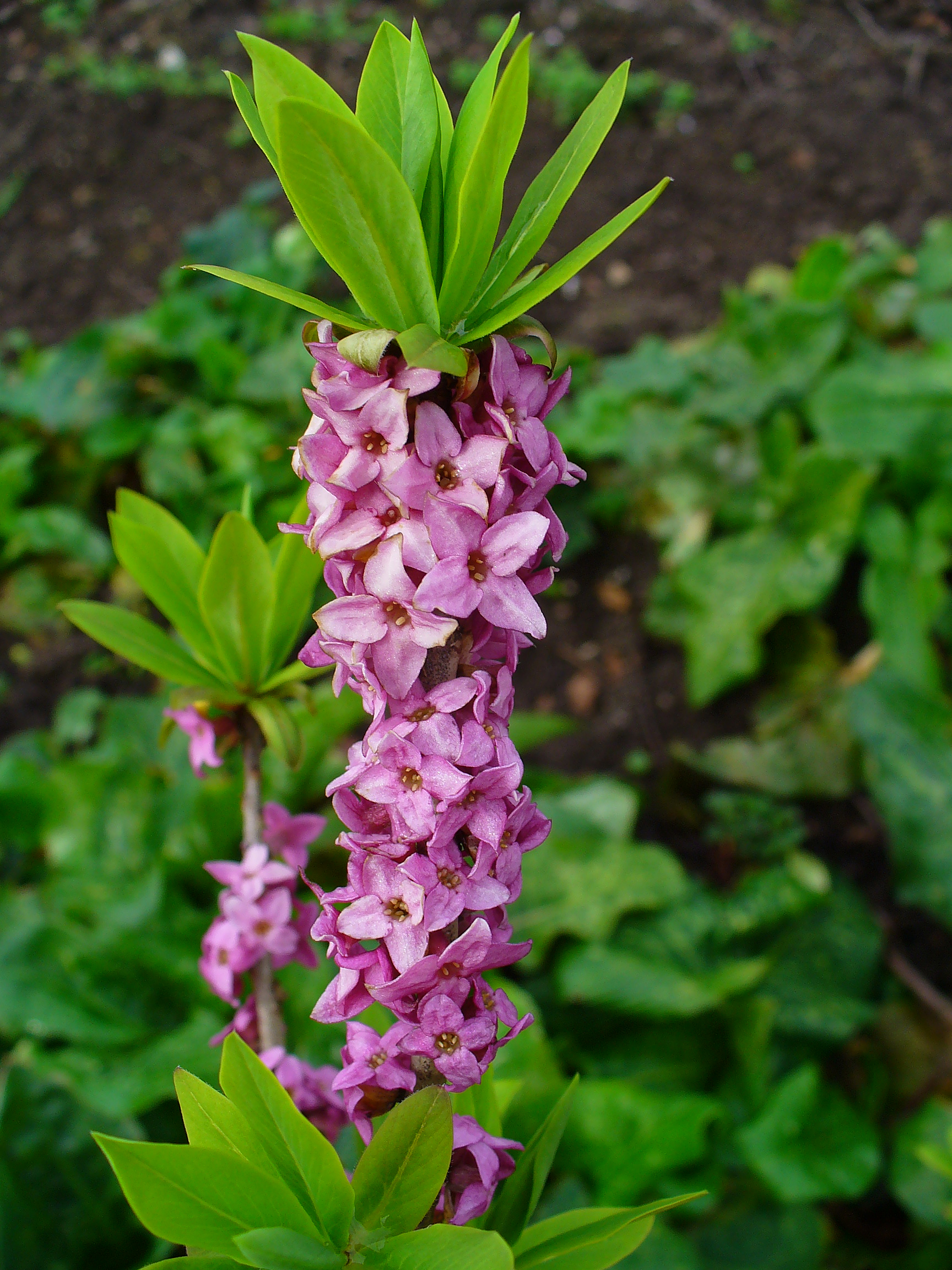
تفاصيل عالية
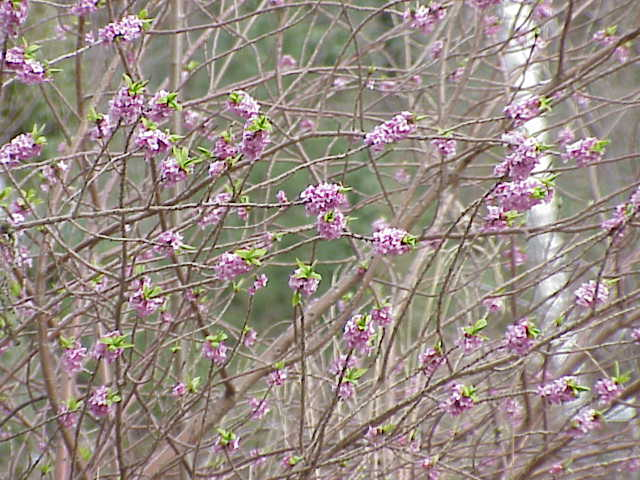
في زهرة
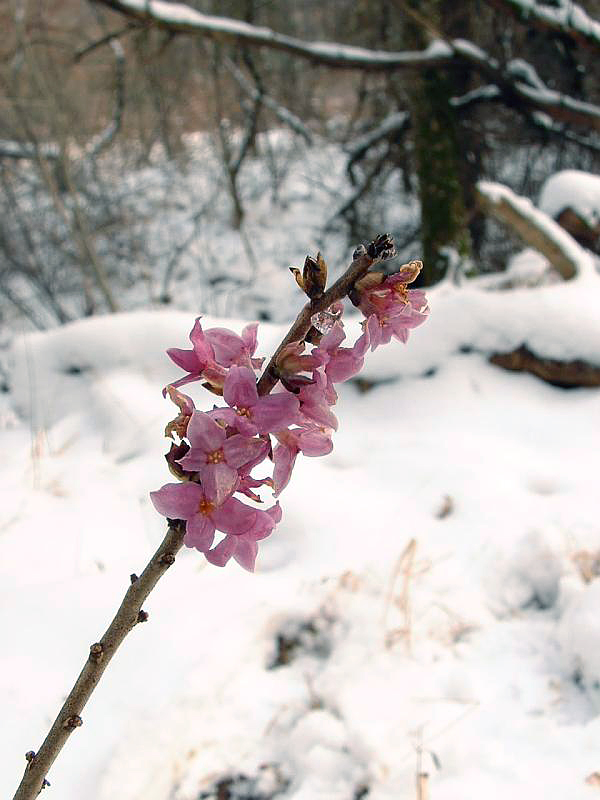
لقطة مقربة من الزهور
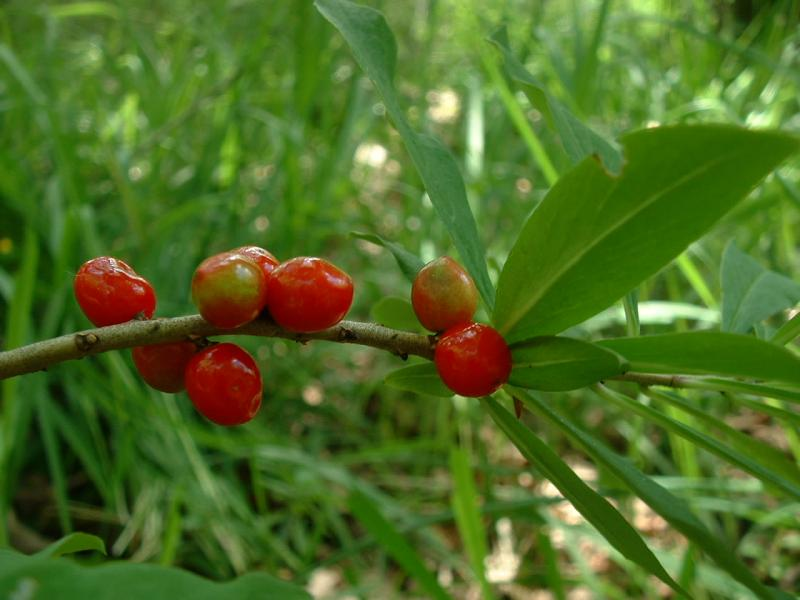
فاكهة
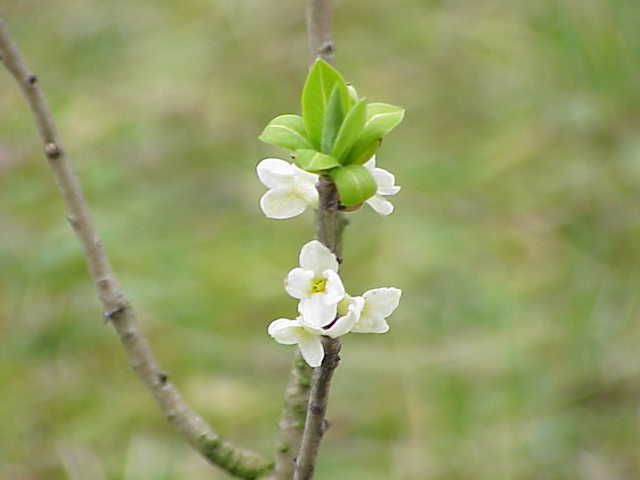
الصنف ذو الأزهار البيضاء
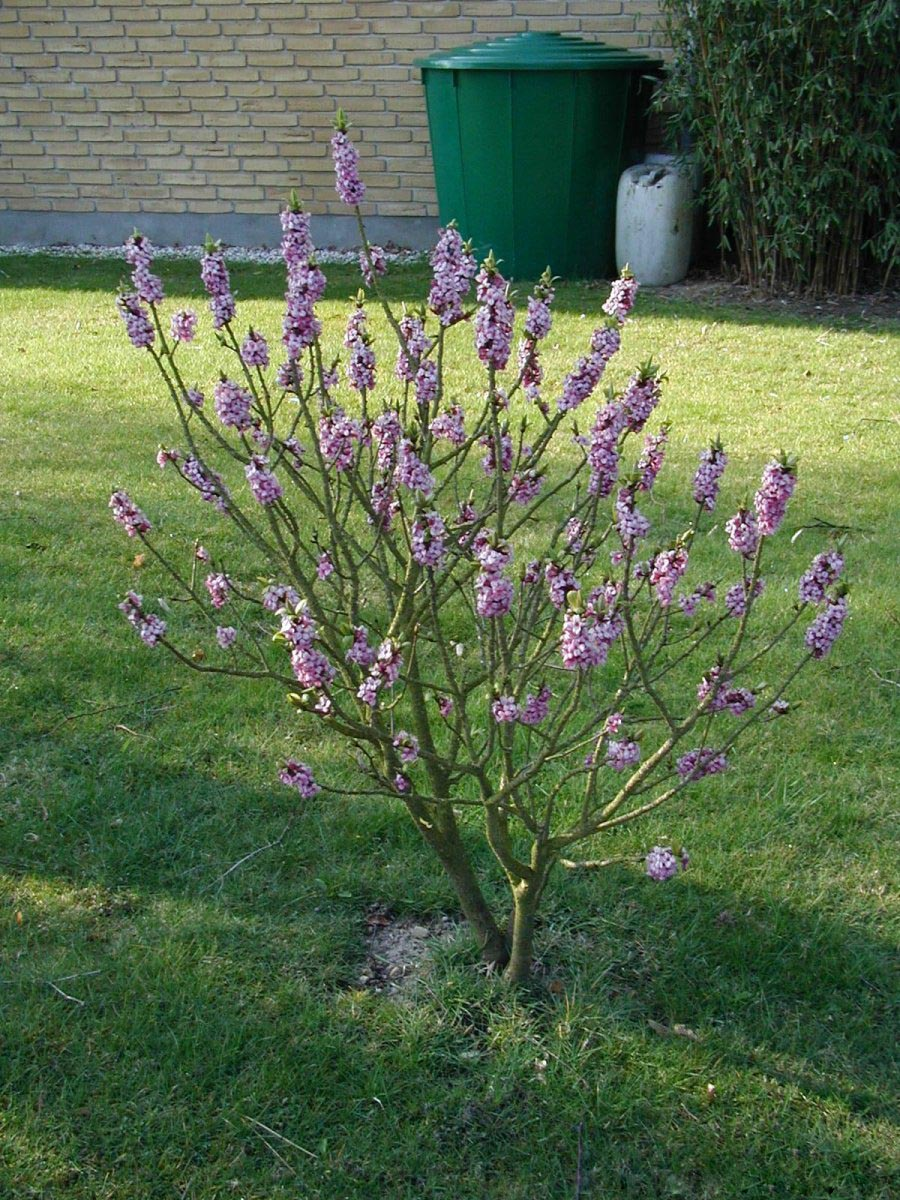
يزرع النبات في زهرة في شهر مارس
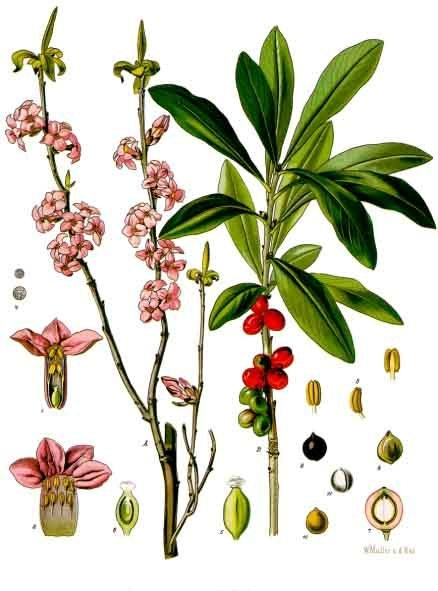
رسم توضيحي لأوراق الشجر والفاكهة